# Repubblica Popolare di Zanzibar
La Repubblica Popolare di Zanzibar (in arabo: جمهورية زنجبار الشعبية Jumhūriyya Zanjibār al-Shaʾbiyya) fu uno Stato dell'Africa orientale fondato il 12 gennaio 1964 nell'arcipelago di Zanzibar a seguito della Rivoluzione di Zanzibar. Lo Stato esistette per pochi mesi, prima di unirsi il 26 aprile 1964 con il Tanganica per creare la Repubblica Unita di Tanganica e Zanzibar, che venne rinominata Repubblica Unita di Tanzania nell'ottobre dello stesso anno.